# Канделаки, Гела Ираклиевич
Ге́ла Ира́клиевич Кандела́ки (груз. გელა ირაკლის ძე კანდელაკი; 2 мая 1940, Грузинская ССР, ныне Грузия) — советский и грузинский кинорежиссёр, сценарист, продюсер и актёр. Основатель и художественный руководитель театра теней «Будругана-Гагра».

## Биография
Гела Канделаки родился в семье грузинского документалиста Ираклия Канделаки. В 17 лет он начал работать на киностудии «Грузия-фильм». В 1962 году окончил режиссерский факультет Тбилисского государственного театрального института имени Шота Руставели, а в 1966 году — режиссерский факультет Московского государственного института кинематографии. Он режиссер театра и кино, актер и драматург. В 1969—1975 годах работал на грузинском телевидении, для которого снял ряд документальных фильмов. Автор или соавтор сценариев своих картин.
Помимо основной профессиональной деятельности, с 1969 года занимается преподавательской деятельностью в Грузии и за рубежом. Канделаки преподавал в разные годы в  Государственном университете театра и кино имени Руставели и Тбилисском государственном университете. В 2009 году провёл лекцию-семинар в Берлинской киноакадемии, в 2010 году был приглашен в качестве преподавателя на Международный семинар для европейских студентов-кинематографистов «Summer MEDIA Studio 2010» (Международный семинар для европейских студентов-кинематографистов).
Гела Канделаки является членом жюри различных международных фестивалей и конкурсов. С 1982 года заложил основу ручного театра теней «Будругана»; С 2006 года сотрудничает с фестивалем «Тбилиси — Вечера современной музыки», в рамках которого является соавтором ряда мультимедийных перформансов. С 2009 года сотрудничает с хореографом Мариам Алексидзе, с которой поставил множество современных хореографических спектаклей. С 2011 года совместно с митрополитом Никосским и Цхинвальским Исайей основал и организует международный фестиваль анимационных фильмов «Никози». Преподает анимацию и искусство театра теней в Художественной школе имени Александра Окропиридзе в том же селе.
Примечательно его сотрудничество с литовскими художниками. В 2012 году под руководством Гелы Канделаки литовская труппа поставила в Вильнюсе спектакль «Мальчик и чайки», представляющий собой синтез драмы и театра теней. В 2013 году в Баку была поставлена моноопера Фараджа Караева «Путешествие к любви». В 2015-2016 годах под его руководством группа Клайпедского театрального университета в Тбилиси осваивала специфику театра теней, актерское мастерство, драматургию и режиссуру. В 2016 году была создана компания «Будругана Литва», которая активно сотрудничает с «Будругана Гагра». Он основал киностудии «Квали» и «Квали XXI», «Киноцентр грузинского кино — «Абхазия», «Будругана», «Будругана — Гагра», театр теней и является их художественным руководителем.

## Фильмография

### Режиссёр
- 1965 — Сегодня (д/ф)
- 1965 — Прошло лето (д/ф)
- 1967 — Музей Грузии (д/ф)
- 1969 — Футбол без мяча (д/ф, с Лери Сихарулидзе)
- 1975 — Выставка детского искусства (д/ф)
- 1977 — Имеретия (д/ф)
- 1979 — Происшествие (по Давиду Клдиашвили)
- 1981 — Вардзиа (д/ф)
- 2007 — «Деревня» (трилогия «0,047% Земли») 120 мин.
- Киноспектакли: «Старые водевили», «Мачеха Саманишвили».

### Актёр
- 1970 — Жил певчий дрозд — Гия Агладзе
- 1981 — Брат, реж. Теймураз Баблуани — в эпизодах

### Продюсер
- 1996 — Нико
- 1999 — Глупое померанцевое дерево

## Награды
- 1980 — премия Всесоюзного кинофестиваля («Происшествие»)
- 1983 — Заслуженный деятель искусств Грузинской ССР
- 2018 — Кавалер ордена «За заслуги перед Литвой» (Литва)[1]
- 2018 — Президентский орден «Сияние»[2]